# Astrid Guyart
Astrid Murielle Guyart (ur. 17 marca 1983 w Suresnes) – francuska florecistka, srebrna medalistka olimpijska i wielokrotna medalistka mistrzostw świata.
Reprezentowała Francję na igrzyskach olimpijskich w Londynie w 2012 roku dochodząc do trzeciej rundy eliminacji bezpośredniej. Razem z koleżankami z reprezentacji zajęła także czwarte miejsce w zawodach drużynowych. Na rozgrywanych cztery lata później igrzyskach w Rio de Janeiro była szósta w rywalizacji indywidualnej. Brała też udział w igrzyskach olimpijskich w Tokio, gdzie Francuzki w składzie: Ysaora Thibus, Pauline Ranvier, Anita Blaze i Astrid Guyart zajęły drugie miejsce w rywalizacji drużynowej. W zawodach indywidualnych tym razem nie wystartowała.
Podczas mistrzostw świata w Budapeszcie (2013) zdobyła srebrny medal w zawodach drużynowych. Reprezentacja Francji z Guyart w składzie zdobywała także brązowe medale na mistrzostwach świata w Lipsku (2005), mistrzostwach świata w Kazaniu (2014), mistrzostwach świata w Moskwie (2015), mistrzostwach świata w Rio de Janeiro (2016) i mistrzostwach świata w Wuxi (2018). 
Drużynowa medalistka mistrzostw Europy. Floret uprawia również jej starszy brat Brice Guyart, który reprezentując Francję zdobył medale na IO 2000 i IO 2004.
Z zawodu jest inżynierem, specjalizuje się w aeronautyce i inżynierii statków powietrznych – ukończyła grande école w Sceaux (EPF - École d'ingénieurs).